# Tetrapterum tetragonum
Tetrapterum tetragonum là một loài Rêu trong họ Pottiaceae. Loài này được (Hook.) A.L. Andrews miêu tả khoa học đầu tiên năm 1945.